# Googolplex
Um googolplex é dez elevado a um googol, que por sua vez é o dez elevado a cem.
O nome deste número foi criação de um garoto de oito anos, Milton Sirotta (1929-1981), que também inventou, em 1938, o nome googol para dez elevado a cem (ou, conforme seu entendimento da época, o número um seguido de cem zeros, sendo o googolplex o número um seguido de um googol de zeros).
(1 Googolplex = 10googol = {\displaystyle 10^{(10^{100})}} =  {\displaystyle {10}^{\mathrm {10000000000000000000000000000000000000000000000000000000000000000000000000000000000000000000000000000} }}), ou seja, 1 seguido de 1 googol
de zeros.
Se imaginarmos que o conjunto de todas as partículas do Universo é na ordem de 1080 (inferior a um googol) podemos perceber o quão enorme é este número.
Escrever um googolplex é impossível. Mesmo que se transformasse toda a matéria existente no Universo em tinta e papel não teríamos ainda material suficiente para escrever todos os zeros que o compõem. Mesmo se começássemos a escrever desde o Big Bang até hoje, não teria havido tempo suficiente para escrever um googolplex.
Resta a possibilidade de o escrever em bytes. Obviamente, neste momento ainda não existem discos rígidos com capacidade de um googolplex em bytes. A única solução possível seria escrevê-lo e compactá-lo ao mesmo tempo (o que é fácil pois o número é composto basicamente por zeros).
Considerando por exemplo um processador a 3 GHz, que significa que executa 3 mil milhões (ou 3 bilhões no Brasil) de instruções por segundo (virtualmente, pensando que o processador só faria esta tarefa). E supondo que o processador necessita apenas de uma instrução para acrescentar um dígito ao registo onde tem armazenado o googolplex, este necessitaria de 10googolplex instruções
Dividindo este valor por {\displaystyle 3\cdot 10^{9}} (3 mil milhões em Portugal, ou 3 bilhões no Brasil), que é o número de instruções por segundo, chegamos a um valor que ultrapassa um milhar de anos.
Para se ter outra ideia de comparação, um número inteiro maior que googol e bem menor que um googolplex, seria o {\displaystyle 10^{(10)^{10}}} (dez elevado a dez elevado a dez ou dez elevado a dez bilhões) que é aproximadamente o número de todas as imagens distintas possíveis de serem exibidas num monitor de resolução 800×600 com 16 bits.
Números maiores que o googol já constavam do texto O Contador de Areia, de Arquimedes, porém mesmo a notação de Arquimedes (de unidades, ordens e períodos) permitia escrever números até ((100 000 000)(100 000 000))(100 000 000)  
{\displaystyle (100000000^{100000000})^{100000000}=\left((10^{8})^{(10^{8})}\right)^{(10^{8})}=10^{8\cdot (10^{16})}<10^{(10^{100})}}